# Costa do Marfim nos Jogos Olímpicos de Verão da Juventude de 2010
A Costa do Marfim participou dos Jogos Olímpicos de Verão da Juventude de 2010 em Cingapura. Sua delegação foi composta por seis atletas que competiram em três esportes.

## Atletismo
| Evento          | Atleta           | Qualificação | Qualificação | Final     | Final        |
| Evento          | Atleta           | Resultado    | Posição      | Resultado | Posição      |
| --------------- | ---------------- | ------------ | ------------ | --------- | ------------ |
| 200 m masculino | Isaac Gbadegesin | 23.07        | 19º (4º q2)  | 23.05     | 4º (Final C) |

## Basquetebol
Feminino:
| Elenco                                                  | Preliminares                                                       | Preliminares | Classificação 9-16  | Classificação 13-16 | Disputa pelo 15º lugar | Pos. final |
| Elenco                                                  | Grupo A                                                            | Pos.         | Classificação 9-16  | Classificação 13-16 | Disputa pelo 15º lugar | Pos. final |
| ------------------------------------------------------- | ------------------------------------------------------------------ | ------------ | ------------------- | ------------------- | ---------------------- | ---------- |
| Fatou Bamba Florence Outtara Massandje Camara Sara Boni | Rússia D 6-16 Vanuatu V 22-19 Canadá D 12-25 Coreia do Sul D 15-22 | 4º           | Bielorrússia D 7-33 | Mali D 13-17        | Angola V 15-13         | 15º        |

## Taekwondo
| Evento             | Atleta      | 1ª rodada            | Quartas-de-final | Semifinais  | Final       | Pos. final |
| ------------------ | ----------- | -------------------- | ---------------- | ----------- | ----------- | ---------- |
| Até 55 kg feminino | Ruth Gbagbi | GBR Jade Jones D 3-7 | Não avançou      | Não avançou | Não avançou | 9º         |